# بو جونفنگ
بو جونفنگ (انگلیسی: Boo Junfeng؛ ۴ دسامبر ۱۹۸۳) کارگردان اهل سنگاپور است. بو اولین فیلم بلند وی با نام قلعه شنی ساخته سال ۲۰۱۰، نخستین فیلم سنگاپوری به شمار می‌رود که به بخش هفته منتقدان بین‌المللی در جشنواره فیلم کن دعوت شده است.

## فیلم‌شناسی
- یک پرتره خانوادگی
- غریبه (کوتاه؛ ۲۰۰۴)
- بازگشت به خانه (کوتاه؛ ۲۰۰۸)
- ۷ خوش شانس (بخش ۳؛ ۲۰۰۷)
- قلعه شنی (۲۰۱۰)
- ۷ نامه (بخش فراق؛ ۲۰۱۵)
- کارآموز (۲۰۱۶)